# Rozemarijn Janssen
Rozemarijn Janssen (19 maart 1968) is de enige vrouw in Nederland die zes van de Seven Summits heeft beklommen. Ze is auteur van het boek Stappen tellen naar de top. Janssen is de eerste Nederlandse vrouw op zowel de Carstenszpiramide als Mount Vinson, respectievelijk de hoogste berg van Oceanië en van Antarctica.

## Biografie
Janssen studeerde economie aan de Universiteit van Amsterdam. Op haar dertiende begon ze met klimmen en inmiddels heeft ze honderden (Alpen)toppen op haar naam staan. Ze was jarenlang actief bij de KNAV en de Koninklijke NKBV als instructeur en opleider en in diverse commissies. Tegenwoordig verzorgt ze lezingen en workshops over onder andere risicobeheer en projectmanagement bij bedrijven en instellingen. Daarnaast schrijft ze artikelen en werkt ze aan een tweede boek. Janssen is getrouwd met Frits Vrijlandt.

## Beklimmingen
Onder andere:
- 1997 Aconcagua
- 2001 Denali
- 2001 Carstenszpiramide
- 2002 Elbroes
- 2003 Mount Vinson
- 2005 Mount Kosciuszko
- 2005 Kilimanjaro